# Rafael de León
Rafael de León y Arias de Saavedra, VIIIe marquis de Valle de la Reina, VIIe marquis de Moscoso et IXe comte de Gómara (né le 6 février 1908 à Séville et décédé le 9 décembre 1982 à Madrid), est un poète espagnol de la Génération de 27 et un auteur de textes pour la copla, facette dans laquelle il se fait connaître en tant que membre du trio Quintero, León y Quiroga. Il est l'auteur de quelques-unes des chansons populaires espagnoles les plus célèbres du XXe siècle, telles que Tatuaje, Ojos verdes, Francisco Alegre, La Zarzamora, A ciegas, A tu vera, A la lima y al limón, Pena, penita, pena, María de la O, et Con divisa verde y oro.

## Biographie

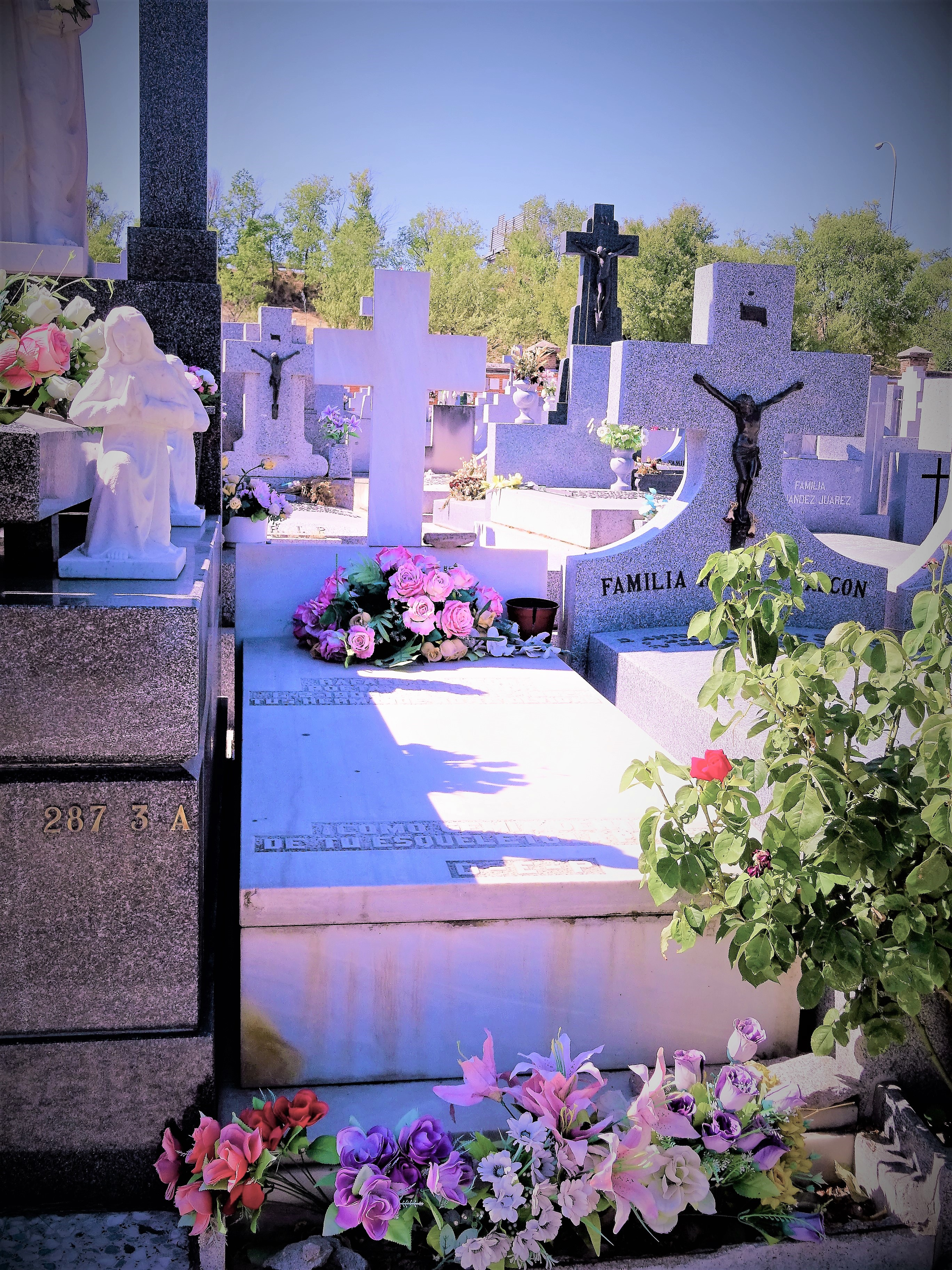
Sépulture du poète.

Rafael de León y Arias de Saavedra est né le 6 février 1908 au numéro 14 de la rue San Pedro Mártir, à Séville, dans une famille aristocratique de propriétaires terriens andalous. Il est le fils aîné de José de León y Manjón, VIIe marquis de Valle de la Reina, et de María Justa Arias de Saavedra y Pérez de Vargas, 6e marquise de Moscoso et VIIe comtesse de Gómara. À l'âge de huit ans, il est mis en pension dans la prestigieuse école jésuite de Puerto de Santa María, où il fait la rencontre de Rafael Alberti. Plus tard, il fréquente l'école jésuite d'El Palo, à Malaga, et les Salésiens d'Utrera. En 1926, il commence à étudier le droit à l'université de Grenade, où il rencontre Federico García Lorca,.
Pendant son service militaire à Séville, il rencontre Concha Piquer alors qu'elle se produit au Teatro Lope de Vega. En 1932, Rafael de León s'installe à Madrid sous l'influence du musicien sévillan Manuel Quiroga, qui formera avec le dramaturge Antonio Quintero le prolifique trio Quintero, León y Quiroga, avec lequel ils ont enregistré plus de 5 000 chansons. Au début de la guerre civile espagnole, Rafael de León se trouve à Barcelone, où il est emprisonné par les autorités républicaines en raison de ses origines aristocratiques.
En prison, il déclare qu'il était très ami avec d'éminents poètes républicains tels que León Felipe, Federico García Lorca et Antonio Machado. Les années d'après-guerre, au cours desquelles Rafael de León continue d'être associé au monde des varietés, alimenté par le nouvel environnement politico-culturel en place, dans un contexte initialement hostile de blocus international, favorisent la création d'un genre fortement influencé par la typologie andalouse et connu sous le nom de « folklore espagnol ».
C'est à cette époque que ce poète et parolier commence à collaborer à des scénarios de films. À cette époque également, sous l'influence du concept d'« hispanité », les frontières espagnoles s'ouvrent à la musique des pays frères d'Amérique. C'est ainsi qu'apparaissent le boléro et le tango, bien accompagnés par la valse péruvienne, le son cubain et la ranchera et le corrido mexicains, qui trouvent facilement leur place dans les goûts musicaux des Espagnols de l'époque, puisqu'il s'agit d'une culture commune. Il en est ainsi pendant deux décennies, mais à partir des années 1960, une certaine ouverture culturelle s'amorce en Espagne, et de nombreux jeunes commencent à mépriser, avec une certaine injustice, presque toute la musique espagnole et latino-américaine, et avec elle la copla et le style de chanson andalouse qui sont représentés par le groupe Quintero, León y Quiroga. Rafael de León appartient à part entière à la Génération de 27 des poètes espagnols, bien qu'un oubli incompréhensible ait fait qu'il n'ait jamais été inclus dans cette liste.
Aucun autre poète espagnol du XXe siècle n'a été aussi largement récité et ses paroles de chansons aussi souvent chantées, mais il reste le grand absent de la culture populaire espagnole de l'après-guerre. L'œuvre poétique de Rafael de León se divise en deux grandes parties : la poésie proprement dite et les paroles de chansons. Dans de nombreux cas, les deux ont une parenté évidente, car elles dérivent, se nourrissent ou s'inspirent l'une de l'autre. La quasi-totalité de son œuvre, inspirée par des environnements andalous très typiques, reflète l'esprit populaire andalou. Son premier recueil de poèmes, Pena y alegría del amor, est publié en 1941. La même année, un troisième livre intitulé Amor de cuando en cuando en cuando aurait été publié au Chili, mais comme il n'y a aucune certitude en Espagne quant à son authenticité, certains soupçonnent qu'il s'agit d'une des nombreuses éditions pirates de l'œuvre de Rafael de León.
Rafael de León décède à Madrid, et est enterré au cimetière de La Almudena (détail de la tombe : Cuartel 287 Bis, Manzana 3, Letra B, Cuerpo 1). 

## Collaborations
Parmi les collaborations du poète lors de la signature de ses œuvres, il convient de noter les suivantes :
- En collaboration avec Antonio Quintero, les poésies Profecía[2], Romance de la serrana loca et des milliers de paroles de chansons qui rendraient cette biographie interminable.
- En collaboration avec Antonio García Padilla Kola, les paroles des chansons : Coplas, Arturo, Cinelandia, Cine sonoro, La Rajadesa, La deseada, Manolo Reyes, Siempre Sevilla...
- En collaboration avec Salvador Valverde, le couplet Bajo los puentes del Sena écrit par Raquel Meller et les populaires ¡Ay, Maricruz!, María de la O, Triniá et Ojos Verdes, entre autres.
- En collaboration avec José Antonio Ochaíta, les paroles de la chanson Eugenia de Montijo et quelques autres.
- En collaboration avec le poète Xandro Valerio, les paroles des coplas : Tatuaje et La Parrala.
- En collaboration avec Manuel Pareja Obregón, il a écrit les paroles de Salve Rociera.

De sa longue vie de parolier, presque toutes ses créations ont été mises en musique par le prolifique compositeur Manuel Quiroga, mais d'autres textes ont été mis en musique par Juan Mostazo, Juan Solano, Augusto Algueró et Manuel Alejandro.